# Johnstown (Pennsylvania)
Johnstown település az Amerikai Egyesült Államok Pennsylvania államában, Cambria megyében. Lakosainak száma 18 411 fő (2020. április 1.).

## Népesség
A település népességének változása:

| 2010 | 20 978 |
| 2020 | 18 411 |